# Microsoft Power Platform
Microsoft Power Platform é uma coleção de ferramentas de desenvolvimento low-code que permite aos usuários criar aplicativos de negócios personalizados, automatizar fluxos de trabalho e analisar dados.Oferece integração com GitHub, Microsoft Dynamics 365 e Microsoft Teams, entre outros aplicativos da Microsoft e de terceiros.
O Microsoft Power Platform permite que os usuários simplifiquem processos, obtenham insights de seus dados e criem soluções personalizadas para atender às suas necessidades de negócios. Ele foi projetado para ser acessível a usuários com diferentes níveis de conhecimento técnico, tornando mais fácil para as organizações criar aplicativos personalizados e automatizar fluxos de trabalho.  
A Microsoft desenvolveu a linguagem de programação de baixo código Power Fx para expressar a lógica em toda a Power Platform.

## Produtos
A família crescente de produtos Power Platform inclui:
- Power BI, software para visualização de dados com diferentes tipos de gráficos. Concorre com ferramentas como o Tableau.[3]
- Power Apps, software gráfico para escrever aplicativos de negócios personalizados de baixo código . (Conhecido como PowerApps até 2019).[3][7]
- Power Automate, um kit de ferramentas semelhante ao IFTTT e Zapier para implementar produtos de fluxo de trabalho de negócios. (Anteriormente Microsoft Flow).
- Power Automate Desktop (PAD), software de automação de processos robóticos (RPA) para automatizar interfaces gráficas do usuário (através da aquisição da Softomotive em maio de 2020).[8] Este produto usa uma linguagem baseada em Robin Script para obter RPA .
- Copilot Studio  (antigo Power Virtual Agents) fornece ferramentas para personalizar ou criar experiências de copiloto ou chatbot com tecnologia de IA.
- Power Pages, software gráfico para criar sites de baixo código. Anteriormente parte do Power Apps como "Power Apps Portals" até 2022.[9]

### Microsoft Dataverse
O Microsoft Dataverse, anteriormente conhecido como Microsoft Common Data Service até novembro de 2020, é um mecanismo de banco de dados relacional oferecido pela Microsoft como um software de gerenciamento de dados baseado em nuvem como um serviço para armazenar dados comerciais. Conhecido  principalmente sendo um banco de dados com funcionalidades associadas e se separa de soluções locais como, por exemplo, o Microsoft Access, pois um desenvolvedor precisa de acesso à Internet para se conectar ao Dataverse. É principalmente uma ferramenta para gerenciamento e armazenamento de dados e permite a criação e gerenciamento de conjuntos de dados por meio de uma única interface de usuário.